# Sanctum sanctorum
Sanctum Sanctorum – fikcyjna budowla pojawiająca się w amerykańskiej serii komiksowej publikowanej przez Marvel Comics, będąca rezydencją Doktora Strange. Budynek ten po raz pierwszy pojawił się w Dziwnych opowieściach #110 (lipiec 1963 r.) i znajduje się pod adresem 177A Bleecker Street w dzielnicy Greenwich Village w Nowym Jorku – nazwa ulicy jest nawiązaniem do adresu mieszkania, który dzielili  autorzy serii Roy Thomasa i Gary Friedrich.
Sanctum Sanctorum pojawiło się w różnych medialnych adaptacjach z wszechświata Marvela, w tym w Filmowym Uniwersum Marvela.

## Historia publikacji
Zanim budynek pojawił się w komiksie Doctor Strange, miał swój debiut w Dziwnych opowieściach # 110 (lipiec 1963). Szczegóły budynku różniły się w zależności od artysty, a jeden recenzent zauważył w Marvel Premiere # 3 (lipiec 1972 r.), że [...] od gorących czasów Ditko, Sanctum Sanctorum Doktora pojawiało się w tak bogatych szczegółach, jakby wydawało się, że ma ciężki zapach kadzidła . W komicznym zwrocie akcji w Dziwnych opowieściach # 147 inspektor budowlany informuje Strange'a, że ma sześć miesięcy na przemalowanie Sanctum Sanctorum i wykonanie innych napraw, w przeciwnym razie zostanie nałożona na niego grzywna.

## Lokalizacja

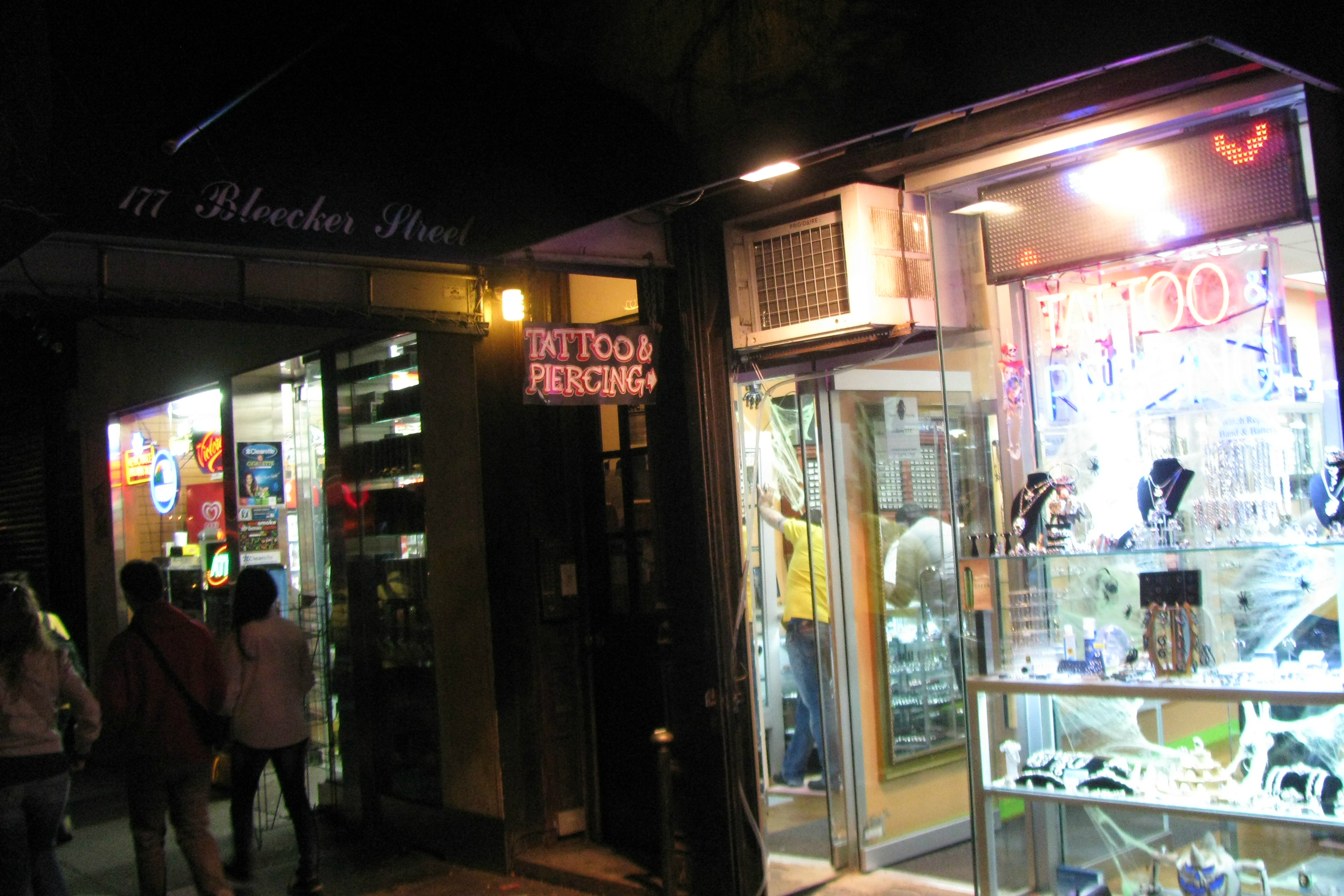
177 Bleecker Street in New York City.

Sanctum Sanctorum to trzypiętrowa kamienica położona przy 177A Bleecker Street, "w samym sercu nowojorskiej Greenwich Village", co jest odniesieniem do adresu mieszkania udostępnionego w latach 60. XX wieku przez Roya Thomasa i Gary'ego Friedricha. W komiksie powiedziano o budynku, że został zbudowany na dawnym miejscu składania pogańskich ofiar, jest też punktem centralnym dla nadprzyrodzonych energii.

## Architektura
Obraz budynku zmieniał się na przestrzeni lat, ale niektóre elementy pozostawały spójne. Stałą cechą była iluzja, która sprawiała, że budynek wydawał się mniejszy na zewnątrz, niż rzeczywiście był w środku. Niektóre korytarze tworzą labirynty, a układ pomieszczeń wydaje się sam zmieniać. Dom zawiera wiele potężnych, magicznych przedmiotów, które  na pierwszy rzut oka mają niewinny wygląd. Niektóre są niebezpieczne, na przykład radio, które jest śmiertelne w dotyku. Piwnica zawiera schowek, piec i pralnię. Na pierwszym piętrze znajdują się salony, jadalnie i biblioteka ogólna. Na drugim piętrze umieszczone są  pokoje mieszkalne dla Strange'a, Wonga i wszystkich gości. Trzecie piętro budynku to Sanctum Sanctorum, ponieważ to tam Strange ma swoją salę medytacyjną i bibliotekę okultystyczną. Przechowuje w niej „Book of Vishanti”.  Znajduje się tam też repozytorium starożytnych artefaktów i przedmiotów o magicznej mocy, takiej jak Orb of Agamotto. Sanktuarium posiada okno zainstalowane w dachu o kolistym kształcie z czterema falującymi liniami; projekt ten pozostał przy budynku niezmiennie pomimo wielu zniszczeń okna. Konstrukcja okna jest w rzeczywistości Pieczęcią Vishanti – chroni Sanktuarium przed większością nadprzyrodzonych najeźdźców. Nazywane jest także „Window of the Worlds” lub Anomaly Rue. Niektórzy członkowie New Avengers zdają się to potwierdzać. Chemistro, super-czarny charakter, członek Armii Hooda, chociaż nie posiadał  mocy, by bezpośrednio złamać siłę Vishanti, był w stanie zmienić skład chemiczny drewna, które trzymało pieczęć, aby go złamać. W jednej historii Baron Mordo był w stanie przetransportować dom do innego wymiaru.

## Mieszkańcy
Głównymi mieszkańcami budynku, oprócz Strange'a, byli jego kochanka/uczeń Clea, jego służący Wong oraz uczeń-czarodziej Rintrah.
Sanctum Sanctorum przez pewien czas służyło za siedzibę New Avengers, będąc magicznie przebranym za opuszczony budynek, w którym w przyszłości miała mieścić się kawiarnia Starbucksa. W razie potrzeby zniszczone przebranie rozciągało się również na wnętrze budynku i było niewykrywalne nawet przez zbroję Extremis Iron Mana.
Budynek służył również jako siedziba Defenders.

## Obrona
Po wybudowaniu domu Doktor Strange rzucił trwałe, skomplikowane zaklęcie o magicznej mocy, aby go chronić. Mimo to, został on pozornie zniszczony podczas oblężenia przez siły mistyczne, w serii Rise of The Midnight Sons, gdy różni bohaterowie, tacy jak Nightstalkers, Ghost Rider i Johnny Blaze ukrywali się w środku.
Z kolei w World War Hulk Sanctum zostało zaatakowane przez siły kosmity Warbound, a jego obronne zaklęcia i iluzje zostały rozbite przez Hiroim. Po użyciu niedopuszczalnej ciemnej magii w walce z Hulkiem, Sanctum zostało zaatakowane przez armię Hooda, która ostatecznie została pokonana przy znacznych zniszczeniach budynku. Doktor Strange był zmuszony do wycofania się, gdy bitwa pozwala sankcjonowanym przez rząd Mighty Avengers przejąć Sanctum. Następnie Brother Voodoo został wezwany do zneutralizowania pozostałości magii obronnej. 
Przynajmniej raz Doktor Strange zniszczył obronę Sanctum, aby uniknąć wykorzystania jej poprzez wroga.